# Рум'яна

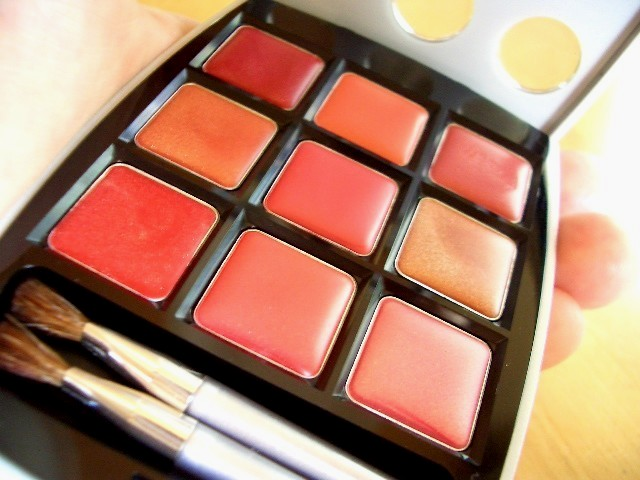
Рум'яна

Рум'яна — декоративна косметика, використовується жінками для відтінення щік для додання собі більш молодого вигляду і/або щоб підкреслити вилиці.

## Склад
Зараз рум'яна зазвичай складаються з кольорового порошку на основі тальку, який наноситься пензлем на щоки.
Як барвник зазвичай використовують сафлор фарбувальний, з'єднання карміна з гідроксидом амонію, трояндову воду, а також інші різні барвники.
Існують рідкі рум'яни, а також рум'яни на жировій основі.

## Історія
Стародавні єгиптяни були відомі своїм створенням косметики, зокрема використанням рум’ян. Стародавні єгипетські піктограми показують чоловіків і жінок, які носять рум’яні губи та щоки. Вони змішували жир з червоною охрою, щоб створити пляму червоного кольору.
Грецькі чоловіки й жінки зрештою імітували зовнішній вигляд, використовуючи для створення пасти подрібнені ягоди шовковиці, сік червоного буряка, подрібнену полуницю або червоний амарант. Тих, хто носив макіяж, вважали багатими, і це символізувало статус, оскільки косметика була дорогою.
У Китаї Руж використовували ще за часів династії Шан. Виготовляли з соку листя червоних і синіх квітів. Деякі люди додавали м'якуш великої рогатої худоби та свинячу підшлункову залозу, щоб зробити продукт більш щільним. Жінки носили важкі рум’яна на щоках і губах. У китайській культурі червоний символізує удачу і щастя для тих, хто носить цей колір.
У Стародавньому Римі чоловіки та жінки створювали рум'яні фарби за допомогою свинцю (II, IV) (червоний свинець) і кіноварі. Було виявлено, що суміш спричинила рак, деменцію і, врешті, смерть.
У 16 столітті в Європі жінки й чоловіки використовували білий порошок для освітлення обличчя.  Зазвичай жінки додавали щокам важких рум'ян.

## Сучасність
Сучасні рум'яна зазвичай складаються з порошку на основі тальку червоного кольору, який наносять пензлем на щоки, щоб підкреслити структуру кісток. Забарвлення зазвичай або пелюстки сафлору, або розчин карміну в гідроксиді амонію і трояндової води, ароматизованої трояндовою олією. Варіант рум'ян на основі крему — це шнуда, безбарвна суміш алоксану з холодним кремом, який також забарвлює шкіру в червоний колір.
Сьогодні рум’яна — це термін, який в першу чергу використовується для визначення рум’ян будь-якого кольору, включаючи: коричневий, рожевий, червоний та помаранчевий. Він зазвичай не використовується для визначення помади, однак деякі можуть використовувати цей термін для позначення червоного кольору продукту.
Коли модна тенденція поєднувати помаду з лаком для нігтів утвердилася, а колірна гамма помади зросла, люди більше не використовували цей термін для визначення кольору губ. Діапазон відтінків для рум’ян загалом залишався обмеженим, зберігаючи назву рум’ян.
Зараз рум’яна випускаються у формі крему, рідини, пудри або гелю.

## Цікаві факти

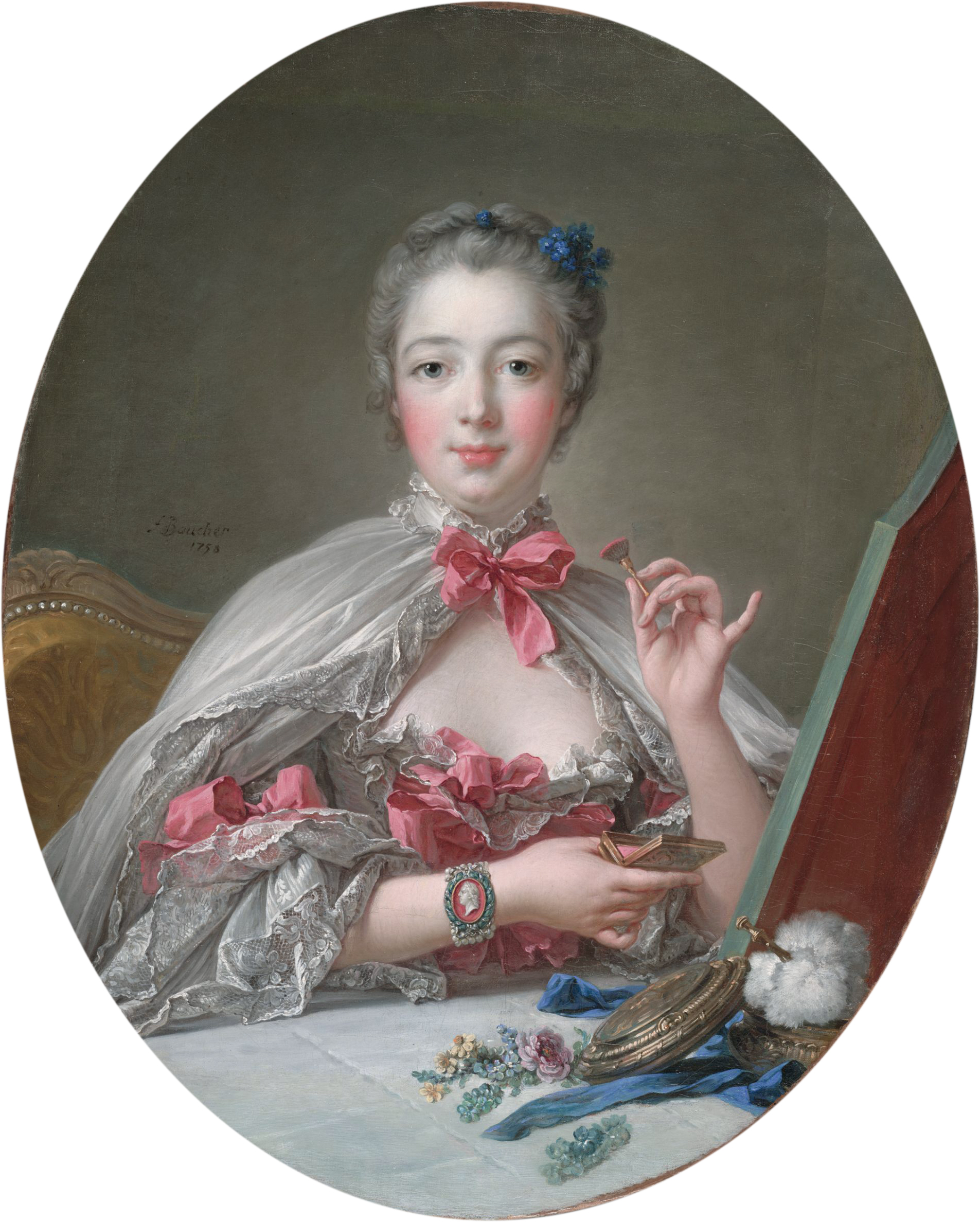
Маркіза де Помпадур роботи Франсуа Буше (1758)
Кембридж (Массачусетс), Художній музей Фоґґа Мадам де Помпадур зображена під час свого туалету, в момент покриття своїх щік рум'янами.

- Були часи, коли і чоловіки, і жінки використовували рум'яна (наприклад, Епоха Регентства).
- У Вікторіанську епоху, коли нанесення макіяжу асоціювалося з низькою мораллю, пані щипали свої щоки (і кусали свої губи) щоб зробити їх рум'яними.